# (4172) Rochefort
(4172) Rochefort es un asteroide perteneciente al cinturón de asteroides, descubierto el 20 de marzo de 1982 por Henri Debehogne desde el Observatorio de La Silla, Chile.

## Designación y nombre
Designado provisionalmente como 1982 FC3. Fue nombrado Rochefort en homenaje al municipio belga de Rochefort de la provincia de Namur.